# 몬테산비아조
몬테산비아조(이탈리아어: Monte San Biagio)는 이탈리아 라치오주 라티나도에 위치한 코무네다.

## 자매 도시
- 프랑스 생랭르퓌
- 독일 위베르제